# Coupe du monde de football des moins de 17 ans 1995
Navigation
Japon 1993 Égypte 1997
La Coupe du monde de football des moins de 17 ans 1995 est la sixième édition de la coupe du monde de football des moins de 17 ans. La phase finale se déroule en Équateur du 3 au 20 août 1995. Seuls les joueurs nés après le 1er août 1978 peuvent participer au tournoi. L'Équateur aurait déjà dû accueillir le tournoi en 1991, mais il avait été contraint renoncer à cause d'une épidémie de choléra.
Pour la première fois dans cette catégorie d'âge, le temps de jeu règlementaire est fixé à la même durée que pour les catégories plus âgées, à savoir deux mi-temps de 45 minutes chacune (et en cas de prolongation, deux fois quinze minutes supplémentaires).
C'est une fois de plus une équipe africaine qui remporte le trophée : le Ghana, finaliste malheureux deux ans plus tôt, s'impose en finale face au Brésil, qui obtient là son meilleur résultat. Les nations sud-américaines ne sont pas en reste puisque l'Argentine termine sur la troisième marche du podium, tandis que l'Équateur, pays organisateur, atteint les quarts de finale.
L'équipe surprise de la compétition est une nouvelle fois une équipe du Golfe Persique, il s'agit cette année de la sélection d'Oman, demi-finaliste avec en son sein le co-meilleur buteur et meilleur joueur du tournoi, Mohammed Al-Khatiri.

## Qualification
Les 16 équipes qualifiées pour le tournoi :
- Pays organisateur :  Équateur
- Afrique (CAF) : Coupe d'Afrique des nations des moins de 17 ans 1995
  -  Ghana - Vainqueur
  -  Nigeria - Finaliste
  -  Guinée - Troisième
- Asie (AFC) : Coupe d'Asie des nations de football des moins de 16 ans 1994
  -  Japon - Vainqueur
  -  Qatar - Finaliste
  -  Oman - Troisième
- Amérique du Nord et centrale (CONCACAF) : Championnat d'Amérique du Nord, centrale et Caraïbe de football des moins de 17 ans 1994
  -  Costa Rica - Vainqueur
  -  États-Unis - Finaliste
  -  Canada - Troisième
- Amérique du Sud (CONMEBOL) : Championnat des moins de 17 ans de la CONMEBOL 1995
  -  Brésil - Vainqueur
  -  Argentine - Finaliste
- Europe (UEFA) : Championnat d'Europe de football des moins de 17 ans 1995
  -  Portugal - Vainqueur
  -  Espagne - Finaliste
  -  Allemagne - Troisième
- Océanie (OFC) : Tournoi qualificatif de l'OFC des moins de 17 ans 1995
  -  Australie - Vainqueur

## Phase finale

### Premier tour

#### Groupe A
| Classement final : |            |     |   |   |   |   |    |    |      |
|                    | Équipe     | Pts | J | G | N | P | BP | BC | Diff |
| 1                  | Ghana      | 9   | 3 | 3 | 0 | 0 | 5  | 1  | +4   |
| 2                  | Équateur   | 4   | 3 | 1 | 1 | 1 | 3  | 2  | +1   |
| 3                  | Japon      | 4   | 3 | 1 | 1 | 1 | 2  | 2  | 0    |
| 4                  | États-Unis | 0   | 3 | 0 | 0 | 3 | 1  | 6  | -5   |

| 3 août | Ghana    | 1 | 0 | Japon      |
|        | Équateur | 2 | 0 | États-Unis |
| 5 août | Japon    | 2 | 1 | États-Unis |
|        | Ghana    | 2 | 1 | Équateur   |
| 8 août | Ghana    | 2 | 0 | États-Unis |
|        | Équateur | 0 | 0 | Japon      |

1re journée
| 3 août 1995 | Ghana      | 1 - 0 | Japon | Estadio Olímpico Atahualpa, Quito              |                                                |
| 18:00       | Kamara 70e |       |       | Spectateurs : 28 000 Arbitrage : Leslie Irvine | Spectateurs : 28 000 Arbitrage : Leslie Irvine |
| 18:00       | (Rapport)  |       |       | Spectateurs : 28 000 Arbitrage : Leslie Irvine | Spectateurs : 28 000 Arbitrage : Leslie Irvine |

| 3 août 1995 | Équateur                 | 2 - 0 | États-Unis | Estadio Olímpico Atahualpa, Quito               |                                                 |
| 20:15       | Moreira 38e · Corozo 83e |       |            | Spectateurs : 28 000 Arbitrage : Fritz Stuchlik | Spectateurs : 28 000 Arbitrage : Fritz Stuchlik |
| 20:15       | (Rapport)                |       |            | Spectateurs : 28 000 Arbitrage : Fritz Stuchlik | Spectateurs : 28 000 Arbitrage : Fritz Stuchlik |

2e journée
| 5 août 1995 | Japon                       | 2 - 1 | États-Unis  | Estadio Olímpico Atahualpa, Quito               |                                                 |
| 16:00       | Yamazaki 49e · Takahara 86e |       | Redmond 60e | Spectateurs : 12 000 Arbitrage : Fritz Stuchlik | Spectateurs : 12 000 Arbitrage : Fritz Stuchlik |
| 16:00       | (Rapport)                   |       |             | Spectateurs : 12 000 Arbitrage : Fritz Stuchlik | Spectateurs : 12 000 Arbitrage : Fritz Stuchlik |

| 5 août 1995 | Ghana               | 2 - 1 | Équateur   | Estadio Olímpico Atahualpa, Quito                  |                                                    |
| 18:15       | Sule 6e · Gambo 68e |       | Angulo 32e | Spectateurs : 18 000 Arbitrage : José Luís da Rosa | Spectateurs : 18 000 Arbitrage : José Luís da Rosa |
| 18:15       | (Rapport)           |       |            | Spectateurs : 18 000 Arbitrage : José Luís da Rosa | Spectateurs : 18 000 Arbitrage : José Luís da Rosa |

3e journée
| 8 août 1995 | Ghana                   | 2 - 0 | États-Unis | Estadio Olímpico Atahualpa, Quito                |                                                  |
| 18:00       | Iddrisu 35e · Akwei 65e |       |            | Spectateurs : 28 000 Arbitrage : Vasyl Melnychuk | Spectateurs : 28 000 Arbitrage : Vasyl Melnychuk |
| 18:00       | (Rapport)               |       |            | Spectateurs : 28 000 Arbitrage : Vasyl Melnychuk | Spectateurs : 28 000 Arbitrage : Vasyl Melnychuk |

| 8 août 1995 | Équateur  | 0 - 0 | Japon | Estadio Olímpico Atahualpa, Quito             |                                               |
| 20:15       |           |       |       | Spectateurs : 34 000 Arbitrage : Said Belqola | Spectateurs : 34 000 Arbitrage : Said Belqola |
| 20:15       | (Rapport) |       |       | Spectateurs : 34 000 Arbitrage : Said Belqola | Spectateurs : 34 000 Arbitrage : Said Belqola |

#### Groupe B
| Classement final : |            |     |   |   |   |   |    |    |      |
|                    | Équipe     | Pts | J | G | N | P | BP | BC | Diff |
| 1                  | Argentine  | 9   | 3 | 3 | 0 | 0 | 7  | 0  | +7   |
| 2                  | Portugal   | 3   | 3 | 1 | 0 | 2 | 5  | 6  | -1   |
| 3                  | Guinée     | 3   | 3 | 1 | 0 | 2 | 3  | 6  | -3   |
| 4                  | Costa Rica | 3   | 3 | 1 | 0 | 2 | 2  | 5  | -3   |

| 4 août | Argentine | 3 | 0 | Portugal   |
|        | Guinée    | 0 | 2 | Costa Rica |
| 6 août | Portugal  | 2 | 3 | Guinée     |
|        | Argentine | 2 | 0 | Costa Rica |
| 9 août | Portugal  | 3 | 0 | Costa Rica |
|        | Argentine | 2 | 0 | Guinée     |

1re journée
| 4 août 1995 | Argentine                            | 3 - 0 | Portugal | Estadio Alejandro Serrano Aguilar, Cuenca       |                                                 |
| 18:00       | Gatti 5e · La Paglia 19e, 88e (pen.) |       |          | Spectateurs : 6 500 Arbitrage : Hartmut Strampe | Spectateurs : 6 500 Arbitrage : Hartmut Strampe |
| 18:00       | (Rapport)                            |       |          | Spectateurs : 6 500 Arbitrage : Hartmut Strampe | Spectateurs : 6 500 Arbitrage : Hartmut Strampe |

| 4 août 1995 | Costa Rica               | 2 - 0 | Guinée | Estadio Alejandro Serrano Aguilar, Cuenca    |                                              |
| 20:15       | Fonseca 80e · Campos 87e |       |        | Spectateurs : 6 500 Arbitrage : Barry Tasker | Spectateurs : 6 500 Arbitrage : Barry Tasker |
| 20:15       | (Rapport)                |       |        | Spectateurs : 6 500 Arbitrage : Barry Tasker | Spectateurs : 6 500 Arbitrage : Barry Tasker |

2e journée
| 6 août 1995 | Portugal          | 2 - 3 | Guinée                                            | Estadio Alejandro Serrano Aguilar, Cuenca         |                                                   |
| 13:15       | Zeferino 11e, 26e |       | O.Bangoura 30e · Conté (d) 48e (pen.) · Keita 65e | Spectateurs : 2 500 Arbitrage : Ahmed Haji Yaakub | Spectateurs : 2 500 Arbitrage : Ahmed Haji Yaakub |
| 13:15       | (Rapport)         |       |                                                   | Spectateurs : 2 500 Arbitrage : Ahmed Haji Yaakub | Spectateurs : 2 500 Arbitrage : Ahmed Haji Yaakub |

| 6 août 1995 | Argentine               | 2 - 0 | Costa Rica | Estadio Alejandro Serrano Aguilar, Cuenca      |                                                |
| 20:15       | Caserio 62e · Gatti 79e |       |            | Spectateurs : 2 500 Arbitrage : Hossein Asgari | Spectateurs : 2 500 Arbitrage : Hossein Asgari |
| 20:15       | (Rapport)               |       |            | Spectateurs : 2 500 Arbitrage : Hossein Asgari | Spectateurs : 2 500 Arbitrage : Hossein Asgari |

3e journée
| 9 août 1995 | Portugal                       | 3 - 0 | Costa Rica | Estadio Alejandro Serrano Aguilar, Cuenca        |                                                  |
| 18:00       | Vargas 88e, 90+1e · Adolfo 89e |       |            | Spectateurs : 15 000 Arbitrage : Rogger Zambrano | Spectateurs : 15 000 Arbitrage : Rogger Zambrano |
| 18:00       | (Rapport)                      |       |            | Spectateurs : 15 000 Arbitrage : Rogger Zambrano | Spectateurs : 15 000 Arbitrage : Rogger Zambrano |

| 9 août 1995 | Argentine               | 2 - 0 | Guinée | Estadio Alejandro Serrano Aguilar, Cuenca                |                                                          |
| 20:15       | Peralta 18e · Aimar 26e |       |        | Spectateurs : 15 000 Arbitrage : Antonio Marrufo Mendoza | Spectateurs : 15 000 Arbitrage : Antonio Marrufo Mendoza |
| 20:15       | (Rapport)               |       |        | Spectateurs : 15 000 Arbitrage : Antonio Marrufo Mendoza | Spectateurs : 15 000 Arbitrage : Antonio Marrufo Mendoza |

#### Groupe C
| Classement final : |           |     |   |   |   |   |    |    |      |
|                    | Équipe    | Pts | J | G | N | P | BP | BC | Diff |
| 1                  | Nigeria   | 7   | 3 | 2 | 1 | 0 | 5  | 2  | +3   |
| 2                  | Australie | 4   | 3 | 1 | 1 | 1 | 5  | 4  | +1   |
| 3                  | Espagne   | 4   | 3 | 1 | 1 | 1 | 4  | 4  | 0    |
| 4                  | Qatar     | 1   | 3 | 0 | 1 | 2 | 1  | 5  | -4   |

| 4 août | Nigeria   | 1 | 1 | Qatar     |
|        | Australie | 2 | 2 | Espagne   |
| 6 août | Nigeria   | 2 | 0 | Australie |
|        | Espagne   | 1 | 0 | Qatar     |
| 9 août | Australie | 3 | 0 | Qatar     |
|        | Nigeria   | 2 | 1 | Espagne   |

1re journée
| 4 août 1995 | Nigeria       | 1 - 1 | Qatar      | Estadio Olimpico de Riobamba, Riobamba                   |                                                          |
| 12:00       | Anyamkygh 37e |       | Ghulam 39e | Spectateurs : 20 000 Arbitrage : Antonio Marrufo Mendoza | Spectateurs : 20 000 Arbitrage : Antonio Marrufo Mendoza |
| 12:00       | (Rapport)     |       |            | Spectateurs : 20 000 Arbitrage : Antonio Marrufo Mendoza | Spectateurs : 20 000 Arbitrage : Antonio Marrufo Mendoza |

| 4 août 1995 | Australie        | 2 - 2 | Espagne                       | Estadio Olimpico de Riobamba, Riobamba          |                                                 |
| 14:15       | Allsopp 16e, 73e |       | Duarte 55e (pen.) · Mista 73e | Spectateurs : 20 000 Arbitrage : Ramesh Ramdhan | Spectateurs : 20 000 Arbitrage : Ramesh Ramdhan |
| 14:15       | (Rapport)        |       |                               | Spectateurs : 20 000 Arbitrage : Ramesh Ramdhan | Spectateurs : 20 000 Arbitrage : Ramesh Ramdhan |

2e journée
| 6 août 1995 | Nigeria                       | 2 - 0 | Australie | Estadio Olimpico de Riobamba, Riobamba           |                                                  |
| 12:00       | Anyamkygh 59e · Obiorah 90+3e |       |           | Spectateurs : 10 000 Arbitrage : Rogger Zambrano | Spectateurs : 10 000 Arbitrage : Rogger Zambrano |
| 12:00       | (Rapport)                     |       |           | Spectateurs : 10 000 Arbitrage : Rogger Zambrano | Spectateurs : 10 000 Arbitrage : Rogger Zambrano |

| 6 août 1995 | Espagne    | 1 - 0 | Qatar | Estadio Olimpico de Riobamba, Riobamba             |                                                    |
| 14:15       | Ferron 83e |       |       | Spectateurs : 10 000 Arbitrage : Epifanio González | Spectateurs : 10 000 Arbitrage : Epifanio González |
| 14:15       | (Rapport)  |       |       | Spectateurs : 10 000 Arbitrage : Epifanio González | Spectateurs : 10 000 Arbitrage : Epifanio González |

3e journée
| 9 août 1995 | Australie                            | 3 - 0 | Qatar | Estadio Olimpico de Riobamba, Riobamba           |                                                  |
| 12:00       | Kewell 43e (pen.) · Allsopp 48e, 56e |       |       | Spectateurs : 10 000 Arbitrage : Hartmut Strampe | Spectateurs : 10 000 Arbitrage : Hartmut Strampe |
| 12:00       | (Rapport)                            |       |       | Spectateurs : 10 000 Arbitrage : Hartmut Strampe | Spectateurs : 10 000 Arbitrage : Hartmut Strampe |

| 9 août 1995 | Nigeria                       | 2 - 1 | Espagne           | Estadio Olimpico de Riobamba, Riobamba        |                                               |
| 14:15       | Obiorah 48e · Onwuzuruike 84e |       | Duarte 57e (pen.) | Spectateurs : 10 000 Arbitrage : Barry Tasker | Spectateurs : 10 000 Arbitrage : Barry Tasker |
| 14:15       | (Rapport)                     |       |                   | Spectateurs : 10 000 Arbitrage : Barry Tasker | Spectateurs : 10 000 Arbitrage : Barry Tasker |

#### Groupe D
| Classement final : |           |     |   |   |   |   |    |    |      |
|                    | Équipe    | Pts | J | G | N | P | BP | BC | Diff |
| 1                  | Brésil    | 7   | 3 | 2 | 1 | 0 | 5  | 0  | +5   |
| 2                  | Oman      | 7   | 3 | 2 | 1 | 0 | 5  | 1  | +4   |
| 3                  | Allemagne | 3   | 3 | 1 | 0 | 2 | 3  | 6  | -3   |
| 4                  | Canada    | 0   | 3 | 0 | 0 | 3 | 1  | 7  | -6   |

| 4 août | Brésil    | 3 | 0 | Allemagne |
|        | Oman      | 2 | 1 | Canada    |
| 6 août | Brésil    | 0 | 0 | Oman      |
|        | Allemagne | 3 | 0 | Canada    |
| 9 août | Oman      | 3 | 0 | Allemagne |
|        | Brésil    | 2 | 0 | Canada    |

1re journée
| 4 août 1995 | Brésil                                           | 3 - 0 | Allemagne | Estadio Olimpico de Ibarra, Ibarra            |                                               |
| 13:00       | Djimi[Qui ?] 39e · Carlos Alberto 54e · Juan 63e |       |           | Spectateurs : 16 000 Arbitrage : Said Belqola | Spectateurs : 16 000 Arbitrage : Said Belqola |
| 13:00       | (Rapport)                                        |       |           | Spectateurs : 16 000 Arbitrage : Said Belqola | Spectateurs : 16 000 Arbitrage : Said Belqola |

| 4 août 1995 | Oman                       | 2 - 1 | Canada      | Estadio Olimpico de Ibarra, Ibarra                        |                                                           |
| 15:15       | Al-Kathiri 43e, 62e (pen.) |       | Bernier 70e | Spectateurs : 16 000 Arbitrage : Pierre Alain Mounguengui | Spectateurs : 16 000 Arbitrage : Pierre Alain Mounguengui |
| 15:15       | (Rapport)                  |       |             | Spectateurs : 16 000 Arbitrage : Pierre Alain Mounguengui | Spectateurs : 16 000 Arbitrage : Pierre Alain Mounguengui |

2e journée
| 6 août 1995 | Brésil    | 0 - 0 | Oman | Estadio Olimpico de Ibarra, Ibarra               |                                                  |
| 14:00       |           |       |      | Spectateurs : 10 000 Arbitrage : Vasyl Melnychuk | Spectateurs : 10 000 Arbitrage : Vasyl Melnychuk |
| 14:00       | (Rapport) |       |      | Spectateurs : 10 000 Arbitrage : Vasyl Melnychuk | Spectateurs : 10 000 Arbitrage : Vasyl Melnychuk |

| 6 août 1995 | Allemagne                           | 3 - 0 | Canada | Estadio Olimpico de Ibarra, Ibarra            |                                               |
| 16:15       | Brezira 23e · Rost 68e · Bugera 73e |       |        | Spectateurs : 10 000 Arbitrage : Said Belqola | Spectateurs : 10 000 Arbitrage : Said Belqola |
| 16:15       | (Rapport)                           |       |        | Spectateurs : 10 000 Arbitrage : Said Belqola | Spectateurs : 10 000 Arbitrage : Said Belqola |

3e journée
| 9 août 1995 | Oman                                      | 3 - 0 | Allemagne | Estadio Olimpico de Ibarra, Ibarra                |                                                   |
| 13:00       | Al-Kathiri 4e (pen.) · Al-Siyabi 81e, 87e |       |           | Spectateurs : 9 000 Arbitrage : José Luís da Rosa | Spectateurs : 9 000 Arbitrage : José Luís da Rosa |
| 13:00       | (Rapport)                                 |       |           | Spectateurs : 9 000 Arbitrage : José Luís da Rosa | Spectateurs : 9 000 Arbitrage : José Luís da Rosa |

| 9 août 1995 | Brésil               | 2 - 0 | Canada | Estadio Olimpico de Ibarra, Ibarra            |                                               |
| 15:15       | Bel 2e · Eduardo 46e |       |        | Spectateurs : 9 000 Arbitrage : Leslie Irvine | Spectateurs : 9 000 Arbitrage : Leslie Irvine |
| 15:15       | (Rapport)            |       |        | Spectateurs : 9 000 Arbitrage : Leslie Irvine | Spectateurs : 9 000 Arbitrage : Leslie Irvine |

### Tableau final
|  | Quarts de finale     | Quarts de finale | Quarts de finale    | Quarts de finale |           |           | Demi-finales         | Demi-finales         | Demi-finales                  | Demi-finales                  |                               |                               | Finale              | Finale              | Finale              | Finale              |
|  |                      |                  |                     |                  |           |           |                      |                      |                               |                               |                               |                               |                     |                     |                     |                     |
|  | 12 août - Quito      | 12 août - Quito  | 12 août - Quito     | 12 août - Quito  |           |           | 17 août - Portoviejo | 17 août - Portoviejo | 17 août - Portoviejo          | 17 août - Portoviejo          |                               |                               | 20 août - Guayaquil | 20 août - Guayaquil | 20 août - Guayaquil | 20 août - Guayaquil |
|  | 12 août - Quito      | 12 août - Quito  | 12 août - Quito     | 12 août - Quito  |           |           | 17 août - Portoviejo | 17 août - Portoviejo | 17 août - Portoviejo          | 17 août - Portoviejo          |                               |                               | 20 août - Guayaquil | 20 août - Guayaquil | 20 août - Guayaquil | 20 août - Guayaquil |
|  | Ghana                | Ghana            | 2                   | 2                |           |           | 17 août - Portoviejo | 17 août - Portoviejo | 17 août - Portoviejo          | 17 août - Portoviejo          |                               |                               | 20 août - Guayaquil | 20 août - Guayaquil | 20 août - Guayaquil | 20 août - Guayaquil |
|  | Ghana                | Ghana            | 2                   | 2                |           |           | 17 août - Portoviejo | 17 août - Portoviejo | 17 août - Portoviejo          | 17 août - Portoviejo          |                               |                               | 20 août - Guayaquil | 20 août - Guayaquil | 20 août - Guayaquil | 20 août - Guayaquil |
|  | Portugal             | Portugal         | 0                   | 0                |           |           | 17 août - Portoviejo | 17 août - Portoviejo | 17 août - Portoviejo          | 17 août - Portoviejo          |                               |                               | 20 août - Guayaquil | 20 août - Guayaquil | 20 août - Guayaquil | 20 août - Guayaquil |
|  | Portugal             | Portugal         | 0                   | 0                | Ghana     | Ghana     | 3                    | 3                    |                               |                               |                               |                               | 20 août - Guayaquil | 20 août - Guayaquil | 20 août - Guayaquil | 20 août - Guayaquil |
|  | 13 août - Portoviejo |                  |                     |                  | Ghana     | Ghana     | 3                    | 3                    |                               |                               |                               |                               | 20 août - Guayaquil | 20 août - Guayaquil | 20 août - Guayaquil | 20 août - Guayaquil |
|  |                      |                  | Oman                | Oman             | 1         | 1         |                      |                      |                               |                               |                               |                               | 20 août - Guayaquil | 20 août - Guayaquil | 20 août - Guayaquil | 20 août - Guayaquil |
|  | Nigeria              | Nigeria          | Oman                | Oman             | 1         | 1         | 1                    | 1                    |                               |                               |                               |                               | 20 août - Guayaquil | 20 août - Guayaquil | 20 août - Guayaquil | 20 août - Guayaquil |
|  | Nigeria              | Nigeria          | 17 août - Guayaquil |                  |           |           | 1                    | 1                    |                               |                               |                               |                               | 20 août - Guayaquil | 20 août - Guayaquil | 20 août - Guayaquil | 20 août - Guayaquil |
|  | Oman                 | Oman             | 2                   | 2                |           |           |                      |                      |                               |                               |                               |                               | 20 août - Guayaquil | 20 août - Guayaquil | 20 août - Guayaquil | 20 août - Guayaquil |
|  | Oman                 | Oman             | 2                   | 2                | Ghana     | Ghana     | 3                    | 3                    |                               |                               |                               |                               |                     |                     |                     |                     |
|  | 12 août - Guayaquil  |                  |                     |                  | Ghana     | Ghana     | 3                    | 3                    |                               |                               |                               |                               |                     |                     |                     |                     |
|  |                      |                  | Brésil              | Brésil           | 2         | 2         |                      |                      |                               |                               |                               |                               |                     |                     |                     |                     |
|  | Argentine            | Argentine        | Brésil              | Brésil           | 2         | 2         | 3                    | 3                    |                               |                               |                               |                               |                     |                     |                     |                     |
|  | Argentine            | Argentine        |                     |                  |           |           |                      |                      |                               |                               |                               |                               |                     |                     |                     |                     |
|  | Équateur             | Équateur         | 1                   | 1                |           |           |                      |                      |                               |                               |                               |                               |                     |                     |                     |                     |
|  | Équateur             | Équateur         | 1                   | 1                | Brésil    | Brésil    | 3                    | 3                    | Match pour la troisième place | Match pour la troisième place | Match pour la troisième place | Match pour la troisième place |                     |                     |                     |                     |
|  | 13 août - Portoviejo |                  |                     |                  | Brésil    | Brésil    | 3                    | 3                    | Match pour la troisième place | Match pour la troisième place | Match pour la troisième place | Match pour la troisième place |                     |                     |                     |                     |
|  |                      |                  | Argentine           | Argentine        | 0         | 0         |                      |                      | 20 août - Guayaquil           | 20 août - Guayaquil           | 20 août - Guayaquil           | 20 août - Guayaquil           |                     |                     |                     |                     |
|  | Brésil               | Brésil           | Argentine           | Argentine        | 0         | 0         | 3                    | 3                    | 20 août - Guayaquil           | 20 août - Guayaquil           | 20 août - Guayaquil           | 20 août - Guayaquil           |                     |                     |                     |                     |
|  | Brésil               | Brésil           |                     |                  |           |           |                      | 3                    |                               |                               | Oman                          | Oman                          | 0                   | 0                   |                     |                     |
|  | Australie            | Australie        | 1                   | 1                |           |           |                      |                      |                               |                               | Oman                          | Oman                          | 0                   | 0                   |                     |                     |
|  | Australie            | Australie        | 1                   | 1                | Argentine | Argentine | 2                    | 2                    |                               |                               |                               |                               |                     |                     |                     |                     |
|  |                      |                  |                     |                  |           |           |                      |                      |                               |                               |                               |                               |                     |                     |                     |                     |

#### Quarts de finale
| 12 août 1995 | Ghana                        | 2 - 0 | Portugal | Estadio Olimpico Atahualpa, Quito                 |                                                   |
| 17:00        | Bentil 12e · Amaniampong 87e |       |          | Spectateurs : 2 000 Arbitrage : Epifanio González | Spectateurs : 2 000 Arbitrage : Epifanio González |
| 17:00        | (Rapport)                    |       |          | Spectateurs : 2 000 Arbitrage : Epifanio González | Spectateurs : 2 000 Arbitrage : Epifanio González |

| 12 août 1995 | Nigeria             | 1 - 2 | Oman                         | Estadio Reales Tamarindos, Portoviejo            |                                                  |
| 20:00        | Chukweke 13e (pen.) |       | Al-Khatiri 32e · Al-Nobi 49e | Spectateurs : 12 000 Arbitrage : Hartmut Strampe | Spectateurs : 12 000 Arbitrage : Hartmut Strampe |
| 20:00        | (Rapport)           |       |                              | Spectateurs : 12 000 Arbitrage : Hartmut Strampe | Spectateurs : 12 000 Arbitrage : Hartmut Strampe |

| 13 août 1995 | Brésil                                       | 3 - 1 | Australie   | Estadio Reales Tamarindos, Portoviejo                    |                                                          |
| 14:00        | Rodrigo 14e · Kléber 65e · Marco Antonio 75e |       | Allsopp 32e | Spectateurs : 12 000 Arbitrage : Antonio Marrufo Mendoza | Spectateurs : 12 000 Arbitrage : Antonio Marrufo Mendoza |
| 14:00        | (Rapport)                                    |       |             | Spectateurs : 12 000 Arbitrage : Antonio Marrufo Mendoza | Spectateurs : 12 000 Arbitrage : Antonio Marrufo Mendoza |

| 13 août 1995 | Argentine                                 | 3 - 1 | Équateur  | Estadio Monumental, Guayaquil                  |                                                |
| 17:00        | Mercado 36e (csc) · Aimar 46e · Gatti 66e |       | Ayala 86e | Spectateurs : 10 000 Arbitrage : Leslie Irvine | Spectateurs : 10 000 Arbitrage : Leslie Irvine |
| 17:00        | (Rapport)                                 |       |           | Spectateurs : 10 000 Arbitrage : Leslie Irvine | Spectateurs : 10 000 Arbitrage : Leslie Irvine |

#### Demi-finales
| 17 août 1995 | Ghana                                | 3 - 1 | Oman           | Estadio Reales Tamarindos, Portoviejo              |                                                    |
| 17:00        | Ansah 38e · Kamara 54e · Iddrisu 72e |       | Al-Kathiri 67e | Spectateurs : 18 000 Arbitrage : José Luís da Rosa | Spectateurs : 18 000 Arbitrage : José Luís da Rosa |
| 17:00        | (Rapport)                            |       |                | Spectateurs : 18 000 Arbitrage : José Luís da Rosa | Spectateurs : 18 000 Arbitrage : José Luís da Rosa |

| 17 août 1995 | Brésil                              | 3 - 0 | Argentine | Estadio Monumental, Guayaquil                  |                                                |
| 20:00        | Rodrigo 74e · Rocha 88e · Fabio 90e |       |           | Spectateurs : 3 000 Arbitrage : Fritz Schutlik | Spectateurs : 3 000 Arbitrage : Fritz Schutlik |
| 20:00        | (Rapport)                           |       |           | Spectateurs : 3 000 Arbitrage : Fritz Schutlik | Spectateurs : 3 000 Arbitrage : Fritz Schutlik |

#### Match pour la3eplace
| 20 août 1995 | Oman      | 0 - 2 | Argentine                 | Estadio Monumental, Guayaquil                 |                                               |
| 14:30        |           |       | Gatti 20e · Cambiasso 71e | Spectateurs : 30 000 Arbitrage : Said Belqola | Spectateurs : 30 000 Arbitrage : Said Belqola |
| 14:30        | (Rapport) |       |                           | Spectateurs : 30 000 Arbitrage : Said Belqola | Spectateurs : 30 000 Arbitrage : Said Belqola |

#### Finale
| 20 août 1995 | Ghana                               | 3 - 2 | Brésil                       | Estadio Monumental, Guayaquil                  |                                                |
| 17:00        | Sule 39e · Iddrisu 45e · Bentil 49e |       | Juan 47e · Marco Antonio 90e | Spectateurs : 30 000 Arbitrage : Leslie Irvine | Spectateurs : 30 000 Arbitrage : Leslie Irvine |
| 17:00        | (Rapport)                           |       |                              | Spectateurs : 30 000 Arbitrage : Leslie Irvine | Spectateurs : 30 000 Arbitrage : Leslie Irvine |

## Récompenses

### Meilleurs buteurs
| Place | Nom                | Equipe    | Buts |
| 1     | Daniel Allsopp     | Australie | 5    |
| 2     | Mohamed Al-Kathiri | Oman      | 5    |
| 3     | Fernando Gatti     | Argentine | 4    |

### Meilleur joueur
À la fin de la compétition, la FIFA remet un Ballon d'Or au meilleur joueur du tournoi. Pour cette édition, c'est l'attaquant d'Oman Mohamed Al-Kathiri, surprenant quatrième avec son équipe, qui reçoit le trophée.

### Prix du fair-play FIFA
C'est la sélection du Brésil qui reçoit le prix du fair-play de la part d'un jury. Ce prix récompense l'état d'esprit et le jeu "propre" de l'équipe.